# Energia jonizacji

Energie jonizacji obojętnych atomów poszczególnych pierwiastków

Energia jonizacji, potencjał jonizacyjny atomu lub cząsteczki – minimalna energia, którą należy dostarczyć, aby oderwać elektron od atomu danego pierwiastka lub cząsteczki. Przy jonizacji atomu znajdującego się w stanie podstawowym używa się określenia „pierwszy potencjał jonizacyjny”; przy odrywaniu kolejnych elektronów mówi się o drugim, trzecim, n-tym potencjale jonizacyjnym, określając w ten sposób energię potrzebną do oderwania n-tego elektronu po wcześniejszym oderwaniu n−1 elektronów.
Kolejne potencjały jonizacyjne (szczególnie pierwszy) są wielkościami charakterystycznymi dla atomów i cząsteczek i decydują o ich własnościach fizycznych i chemicznych, dlatego podawane są w tabelach właściwości pierwiastków. Potencjał jonizacyjny podaje się w jednostkach energii na atom (elektronowolt na atom) lub na mol atomów (kilodżul/mol).

## Związek z położeniem w układzie okresowym
Energia jonizacji obojętnych atomów zależy od liczby atomowej i waha się w granicach od kilku do dwudziestu kilku eV. Jest ona równa energii wiązania najsłabiej związanego elektronu walencyjnego. Największą energię jonizacji mają atomy gazów szlachetnych, co jest związane z faktem, że pierwiastki te mają zapełnione powłoki walencyjne. Najmniejszą energię jonizacji mają pierwiastki z pierwszej grupy układu okresowego posiadające na powłoce walencyjnej jeden elektron.
Proces jonizacji opisuje równanie:
{\displaystyle A_{g}\rightarrow A_{g}^{+}+e^{-}.}
W miarę usuwania kolejnych elektronów atomu energia jonizacji powstałego kationu rośnie, przy czym największa energia jonizacji związana jest z oderwaniem elektronu z powłoki wewnętrznej. W układzie okresowym pierwiastków obserwuje się wzrost energii jonizacji w okresie z lewej na prawo i spadek w grupie z góry na dół.
Niektórzy naukowcy mówiąc o energii jonizacji odnoszą się do określonego stanu elektronowego (odpowiadającego wybiciu elektronu z określonego orbitalu atomowego) a czasem rozpatrują energię jonizacji cząsteczek (por. twierdzenie Koopmansa).
Energię jonizacji definiuje i wiąże z entalpią zależność:
{\displaystyle E_{j}=\Delta H-RT,}
gdzie:
{\displaystyle T} – temperatura,
{\displaystyle E_{j}} – energia jonizacji,
{\displaystyle R} – stała gazowa,
{\displaystyle \Delta H} – entalpia jonizacji.

## Energie jonizacji atomów
| Pierwiastek | Pierwszy | Drugi | Trzeci | Czwarty | Piąty | Szósty | Siódmy |
| ----------- | -------- | ----- | ------ | ------- | ----- | ------ | ------ |
| Na          | 496      | 4560  |        |         |       |        |        |
| Mg          | 738      | 1450  | 7730   |         |       |        |        |
| Al          | 577      | 1816  | 2744   | 11600   |       |        |        |
| Si          | 786      | 1577  | 3228   | 4354    | 16100 |        |        |
| P           | 1060     | 1890  | 2905   | 4950    | 6270  | 21200  |        |
| S           | 999      | 2260  | 3375   | 4565    | 6950  | 8490   | 11000  |
| Cl          | 1256     | 2295  | 3850   | 5160    | 6560  | 9360   | 11000  |
| Ar          | 1520     | 2665  | 3945   | 5770    | 7230  | 8780   | 12000  |